# خرما شیرینوا
خرما شیرینوا (تاجیکی: Хурмо Ширинова؛ زاده ۱۷ دسامبر ۱۹۵۷ – درگذشته ۱۹۹۸) خواننده و بازیگر اهل تاجیکستان بود.